# یولا دی پالما
یولا (یولاندا) دی پالما (ایتالیایی: Jula De Palma؛ زادهٔ ۲۱ آوریل ۱۹۳۱) خواننده موسیقی جاز اهل ایتالیا است.